# Synagoge (Obrzycko)
Koordinaten: 52° 42′ 26,6″ N, 16° 31′ 40,7″ O
Die Synagoge in Obrzycko, einer polnischen Stadt in der Woiwodschaft Großpolen, wurde um 1843 errichtet. Die profanierte Synagoge wurde von den deutschen Besatzern verwüstet und nach 1945 zu einem Kino umgebaut. Eine Gedenktafel an einer Wand des Gebäudes trägt die Aufschrift: Ein Gebäude aus dem 19. Jahrhundert, das bis zum Ausbruch des Zweiten Weltkriegs als jüdische Synagoge diente.

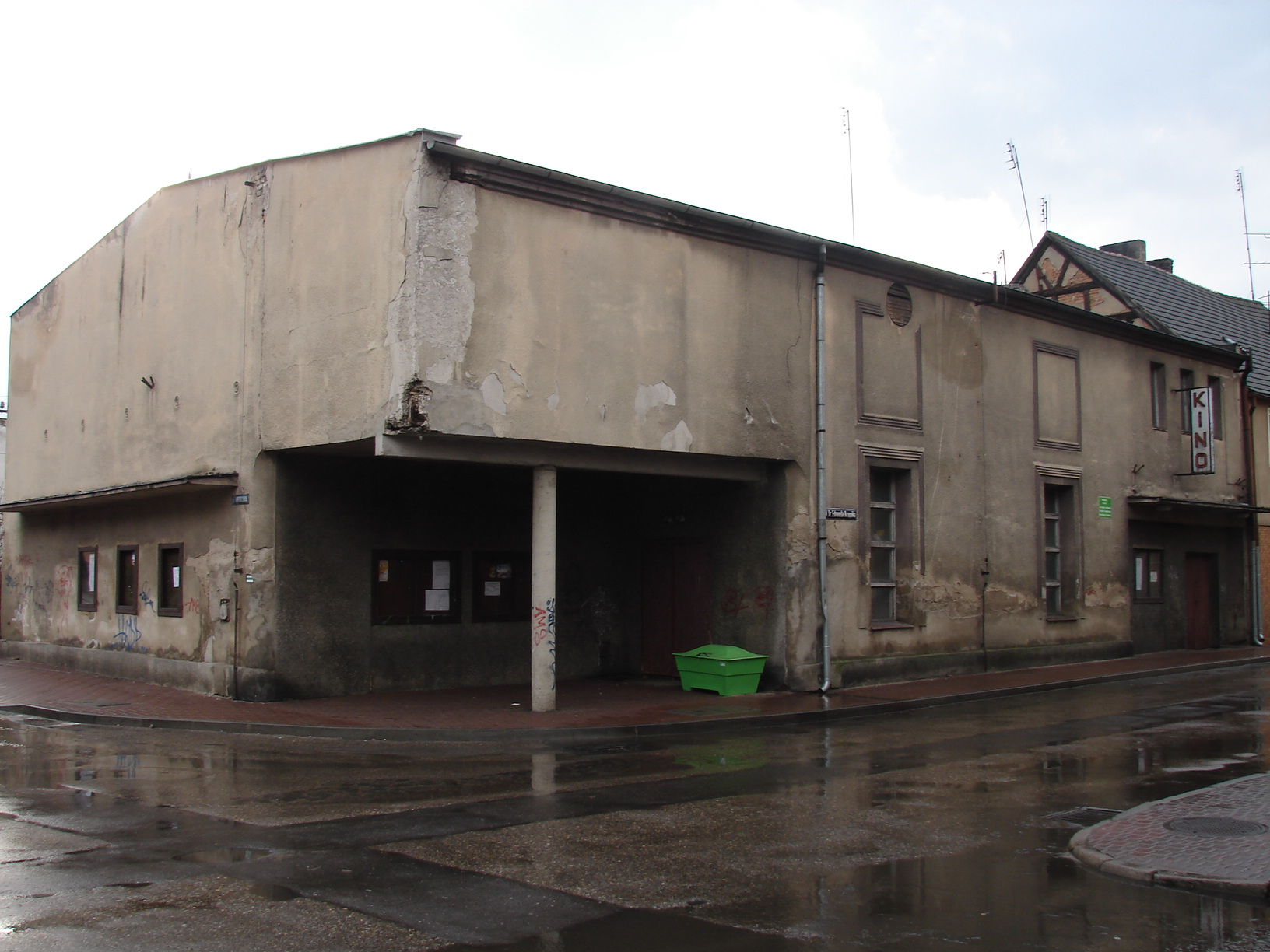
Synagoge in Obrzycko
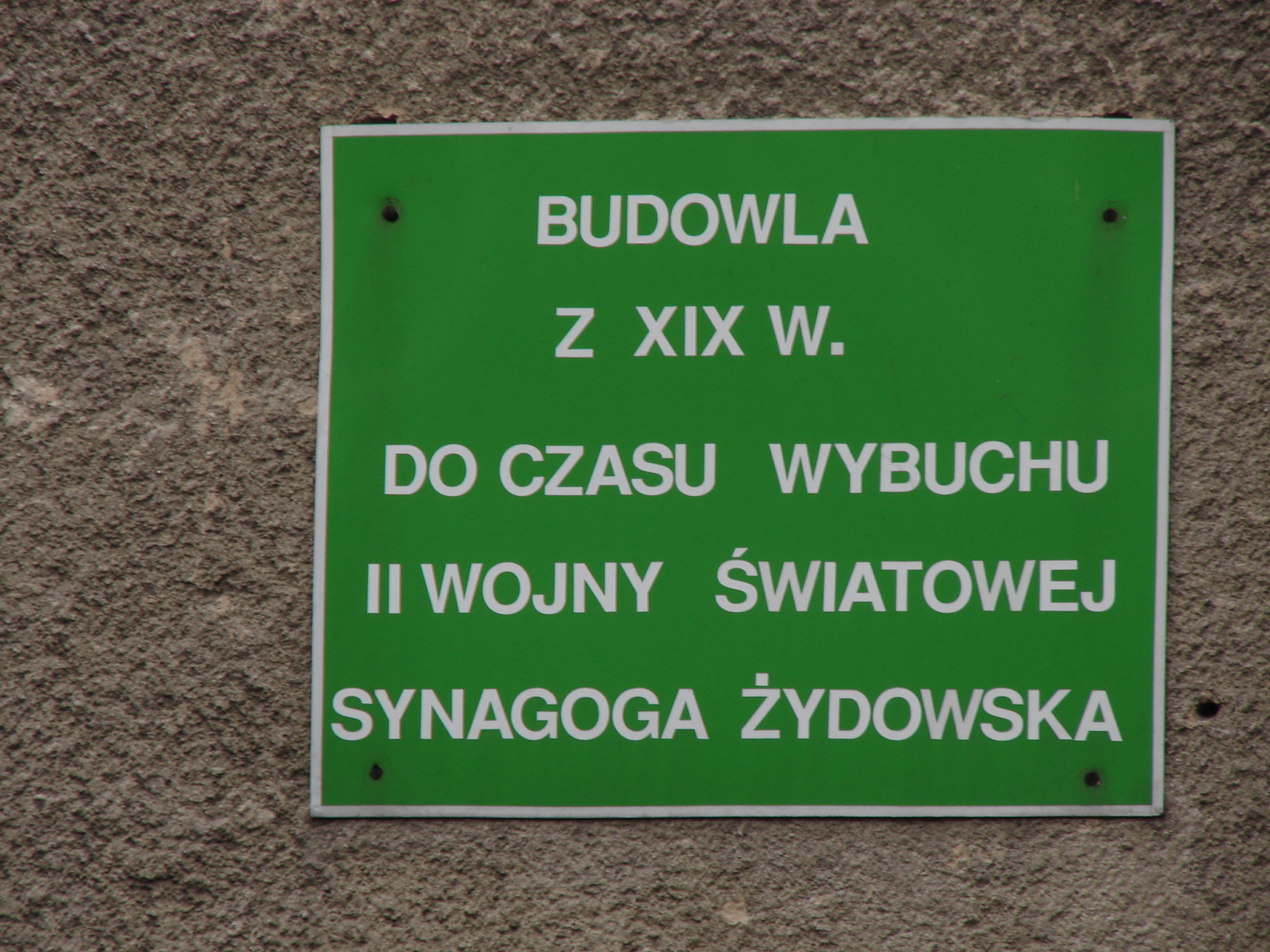
Gedenktafel